# Sant'Antonio Abate all'Aventino
Sant'Antonio Abate all'Aventino é uma capela conventual do Monastero di Sant'Antonio Abate all'Aventino, localizado na esquina da  Via di Santa Sabina (nº 62) com o Clivo dei Publici, no alto do monte Aventino, no rione Ripa de Roma. Era dedicada a Santo Antônio, o Grande.

## História
A comunidade de freiras camaldulenses que hoje vive no local começou como um grupo de mulheres piedosas ligadas ao mosteiro de San Gregorio Magno al Celio, que recebeu reconhecimento formal como uma nova comunidade monástica em 1722. Elas construíram um convento próprio primeiro em Santa Maria della Concezione alla Lungara em 1726, mas o local era apertado e muito perto do rio Tibre, o que causava frequentes alagamentos. Por causa disto, as freiras se mudaram cerca de cinquenta anos depois para Sant'Antonio Abate all'Esquilino em 1778. Ali elas permaneceram até 1871. Quando o governo italiano confiscou o convento, elas tiveram que construir um novo, que elas terminaram em 1878 e mantiveram o mesmo nome, chamando-o de Sant'Antonio Abate all'Aventino.
O convento tinha o status de abadia e era comandado por uma abadessa. Atualmente ainda é uma comunidade grande e, no início do século XXI, tinha duas casas dependentes: a Casa Emmaus em Partina, perto de Arezzo (com apenas uma freira em 2000) e o Mosteiro da Tarnsfiguração em Windosr, perto de Syracuse, nos EUA.

## Descrição
O convento fica na esquina da Via di Santa Sabina com o Clivo del Publici e pode ser identificado por seu campanário de tijolos vermelhos e pelo seu gablete com duas aberturas arqueadas para dois sinos, um do lado do outro (um sinal de que a capela originalmente tinha alguma função pública). A capela está escondida atrás dele e não é visível da rua. Trata-se de um edifício de tijolos vermelhos com uma pequena nave retangular e uma abside segmentada com um teto inclinado com telhas. O teto da nave, por outro lado, é plano. Não há fachada e a capela está ligada ao edifício principal do convento. O interior é muito simples com paredes brancas.
As freiras mantém um grande e belo jardim no local. Porém, como as freiras pertencem a uma ordem contemplativa e enclausurada, a capela e o resto do complexo não é aberto a visitantes.